# Benjamin T. Biggs
Benjamin Thomas Biggs (1 de outubro de 1821 - 25 de dezembro de 1893) foi um político norte-americano que foi governador do estado do Delaware, no período de 1887 a 1891, pelo Partido Democrata.

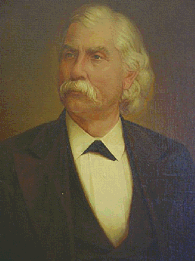